# 格哈德·阿瑪爾·漢生
格哈德·亨利克·阿瑪爾·漢生（挪威語：Gerhard Henrik Armauer Hansen，1841年7月29日—1912年2月12日），挪威医学家，生於卑爾根。他於1873年發現麻風桿菌，證實麻風桿菌是造成麻風病的致病源。

## 生平
1866年，漢生畢業於皇家腓特烈大学（Royal Frederik's University，今奧斯陸大學）醫學院。在奧斯陸的國立醫院完成實習後，在罗弗敦群岛擔任醫師。1868年，他回到卑爾根，與Daniel Cornelius Danielssen合作，開始研究麻風病。
當時麻風病被認為是由先天遺傳，或是由瘴氣造成。但是在研究之後，漢生認為這是一種疾病，必然有它特殊的成因。1870年至1871年間，漢生至波恩與維也納旅行，希望能夠證實他的假說。1873年，他宣布他在患者的組織，發現了病原體，並認為這就是造成麻風病的病源。但是因為受限於技術，他當時並沒辦法證實這是一種細菌，他需要更新與更好的顯微鏡。
1879年，他將病患的組織標本交給阿爾伯特·奈瑟進行研究，奈瑟成功完成染色，在顯微鏡下觀察，證實它是一種細菌，即麻風桿菌，並在1880年發表相關發現。這在當時產生一些爭議，雖然漢生是最早提出致病因子假說的人，但是真的發現了病菌本身的人其實是阿爾伯特·奈瑟。漢生為了證實這個致病因子，曾經企圖使一名女病患感染麻風病，但是失敗。雖然並沒有真的造成病人的損害，但這使得漢生失去他在醫院中的職位。
從1860年代開始，漢生罹患梅毒。1912年，他死於心臟病。